# نيك تانر
نيك تانر (بالإنجليزية: Nick Tanner)‏ (24 مايو 1965 في المملكة المتحدة - ) هو لاعب كرة قدم بريطاني في مركز الدفاع. لعب مع سويندون تاون ونادي بريستول روفيرز ونادي ليفربول ونورويتش سيتي.

## وصلات خارجية
- نيك تانر على موقع الاتحاد الأوربي (الإنجليزية)
- نيك تانر على موقع قاعدة بيانات كرة القدم.إي يو (الإنجليزية)
- نيك تانر على موقع عالم كرة القدم.نت (الإنجليزية)